# Rock Island (Waszyngton)
Rock Island – miasto w Stanach Zjednoczonych, w stanie Waszyngton, w hrabstwie Douglas.